# مايتي نمبر.9
مايتي نمبر.9 (بالإنجليزية: Mighty No. 9)‏ (باليابانية: マイティーナンバーナイン)، هي لعبة منصات-إطلاق النيران، وهي مطورة من شركة كومسبت ونشرتها شركة إنتي كرياتس اليابانيتان، ووزعتها شركة ديب سيلفر الألمانية سنة 2016م، مصمم هذه اللعبة هو الياباني المحترف كيجي اينافون، واللعبة مشابهة بشكل واضح لسلسلة ميجا مان.